# Muffel von Eschenau

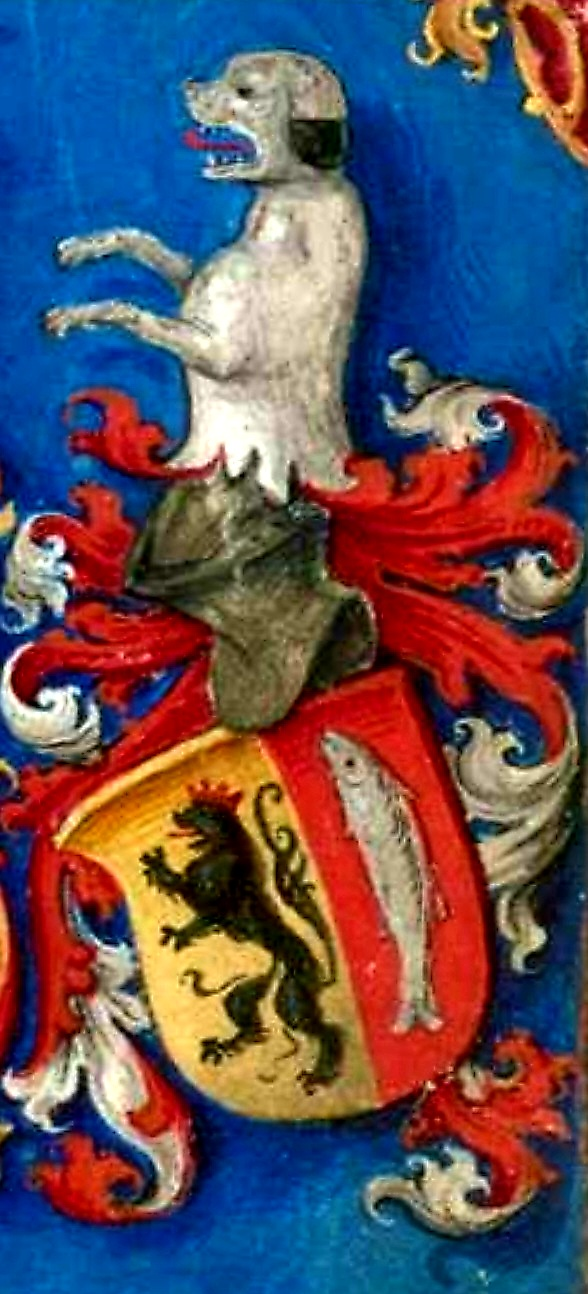
Stammwappen der Muffel

Die Muffel von Eschenau waren eine der ältesten Patrizierfamilien der Reichsstadt Nürnberg, erstmals urkundlich in Nürnberg erwähnt im Jahr 1286. Die Muffel waren ab 1332, mit kurzen Unterbrechungen, bis zum Aussterben der Eschenauer Hauptlinie im Jahre 1784, im „Inneren Rat“ vertreten, gehörten nach dem „Tanzstatut“ zu den „alten“ ratsfähigen Geschlechtern und waren Mitglieder der Reichsritterschaft im Ritterkanton Gebürg.

## Geschichte

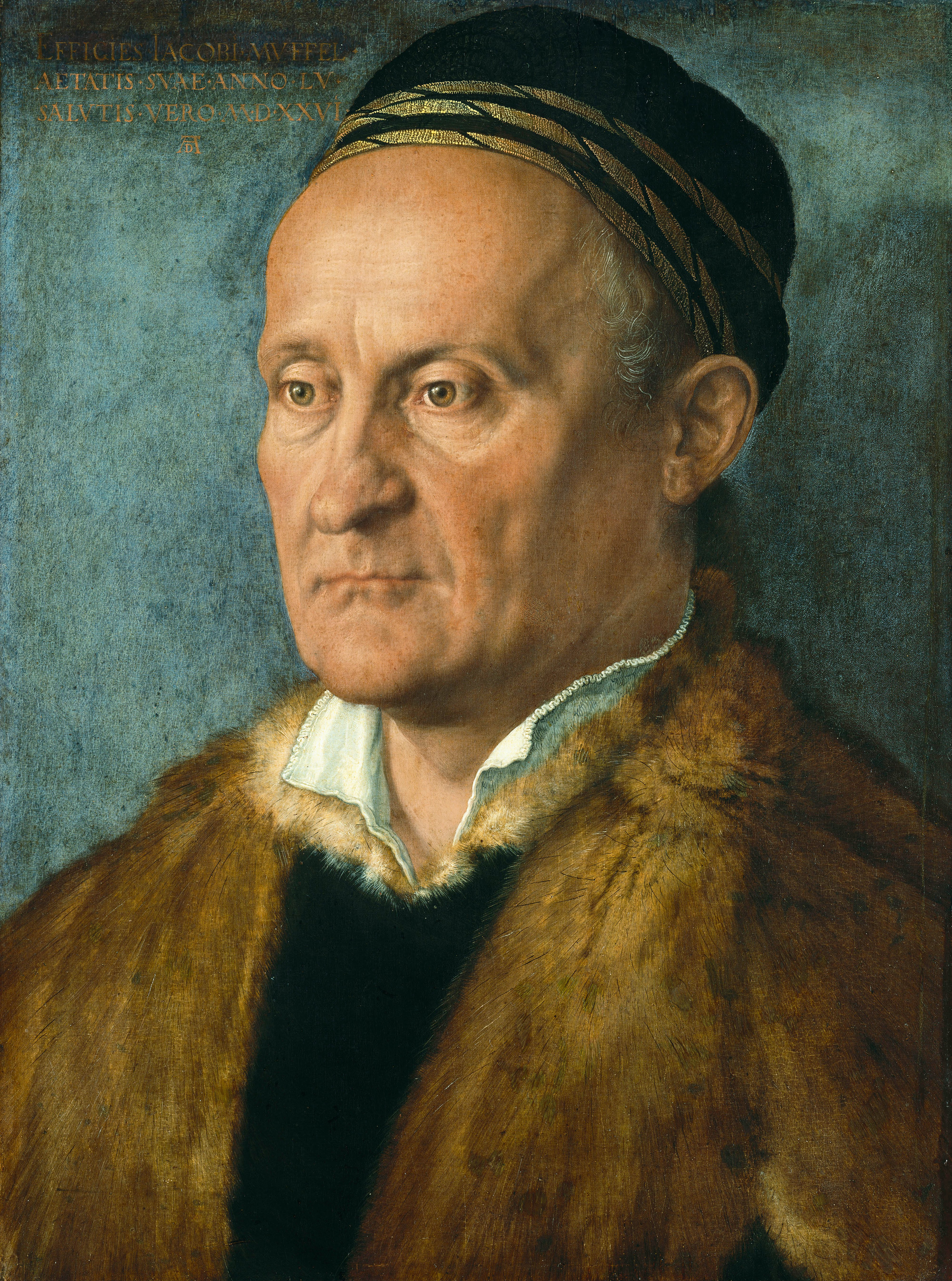
Albrecht Dürer: Porträt des Jakob Muffel

Der Ursprung der Muffel ist nicht eindeutig geklärt. Es ist wahrscheinlich, dass sie von einem staufischen Ministerialengeschlecht aus der Gegend um Neumarkt in der Oberpfalz abstammten und in der zweiten Hälfte des 13. Jahrhunderts nach Nürnberg zugewandert sind. Die Nürnberger Überlieferung geht aufgrund der Wappengleichheit davon aus, dass die Muffel, Neumarkter und die Weigel demselben Geschlecht entstammten. Die Muffel wurden erstmals 1286 urkundlich in Nürnberg erwähnt und hatten ab 1332 das Recht, Mitglieder in den Inneren Rat zu entsenden. Aufgrund ihrer Abstammung waren sie schon früh in und um Nürnberg begütert. Ihr Besitz konzentrierte sich seit Ende des 15. Jahrhunderts im Norden und Nordosten Nürnbergs vor allem in Eschenau, Eckenhaid und Ermreuth.
Geschäftsverbindungen nach Prag prägten den Fernhandel der Muffel seit dem 14. Jahrhundert. Die Handelsgesellschaft Ebner-Muffel war zwischen 1377 und 1431 am Mittelrhein, in Flandern und im Karpatenraum belegt.
Der bekannteste Vertreter der Familie, Niklas III. Muffel, war lange Jahre Ratsherr, Pfleger des Egidienklosters und des Klaraklosters, Alter Bürgermeister, Nürnbergs Gesandter beim Schwäbischen Städtebund, bei Albrecht Achilles, bei König Friedrich III., bei den Friedensverhandlungen zum Ersten Markgrafenkrieg in München und Bamberg sowie in der Wiener Neustadt und auf dem Regensburger Reichstag 1454 etc.; 1457 wurde er vorderster Losunger der Reichsstadt Nürnberg. Aufgrund angeblicher Unterschlagungen städtischer Gelder und Geheimnisverrats wurde er nach belastenden Aussagen des zweiten und dritten Losungers Anton Tucher und Anton Tallner und nach einem der spektakulärsten Prozesse in der reichsstädtischen Geschichte zum Tode am Galgen verurteilt. Das Urteil war wohl mit seiner, von seinen Ratskollegen beneideten, übermächtigen Stellung und den daraus entstandenen Feindschaften zu erklären.
Aufgrund dieser Ereignisse und des folgenden Ansehensverlustes übernahm Niklas IV. Muffel nach der Erbteilung im Jahr 1469 das Rittergut Ermreuth, zog sich ganz aus Nürnberg zurück und begründete die Linie der Muffel von Ermreuth. Die Ermreuther Linie war im Ritterkanton Gebürg immatrikuliert und erlosch im Jahr 1912.
Die von Gabriel Muffel (?–1498) weitergeführte Linie der Muffel von Eschenau blieb mit Nürnberg verbunden und erlosch 1784.
Die Brüder Jakob Muffel, Gesandter am Reichstag zu Regensburg, Gabriel, Paul und Johann erhielten am 8. November 1550 zu Augsburg die Bestätigung des dem Niklas und dem Jakob Muffel bereits  im Jahr 1450 verliehenen altrittermäßigen Adelsstandes, Rotwachsfreiheit, Wappenbesserung, den Prädikatsnamen „von Eschenau und Eckenhaid“, das privilegium denominandi, das Recht, den Namen Muffel wegzulassen, freien Einzug und Abzug, kaiserlichen Schutz und Schirm, Salva Guardia, privilegium de non usu, privilegium fori und die exemptio (Befreiung von bürgerlichen Ämtern).
Gustav Adelbert Seyler erwähnt in Siebmachers Wappenbüchern bürgerlicher Familien „Jobst Muffl von Ernbreut 1531; Hans Albrecht Muffler zu Tolling und Mühlhausen, Landrichter zu Vohburg 1567; Hanns Georg desgleichen 1584.“
Weitere Zweige der Familie sollen noch heute unter dem Namen Mufel in Russland, Polen, Belarus und der Ukraine zu finden sein. Die Nachkommen des 1736 in Konradsreuth geborenen Johann Carl Heinrich Muffel lebten bis 1917 auf dem von Zarin Katharina II. verliehenen Gut Gischmany in der Nähe von Siebirz (Sebesh?) in Belarus und nach der Flucht in den polnischen Städten Gdynia und Gdańsk (Danzig), während Nachkommen des in Ansbach geborenen und 1743 nach Russland ausgewanderten Johann Ludwig Ernst Muffel noch in der Ukraine und in Belarus leben sollen.

## Ehemalige Besitzungen (Auszug)

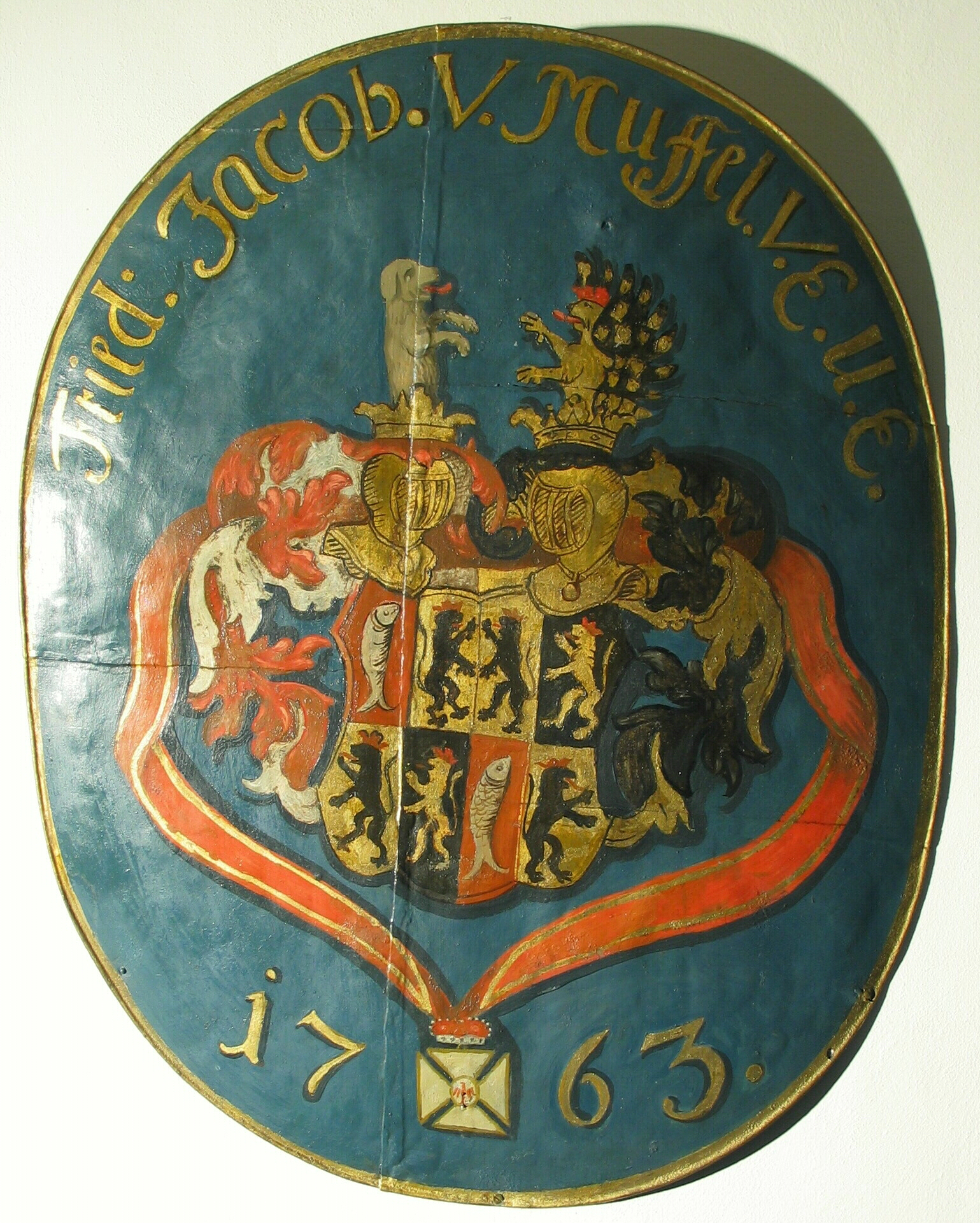
Ordensschild des Oberforstmeisters Friedrich Jacob Muffel von Eschenau und Eckenhaid (1708–1774) von 1763 in der Ordenskirche von St. Georgen (Bayreuth)

Das Stammwappen zeigt in Schwarz einen goldenen Balken.
- 1383/1504–1737/52 Eschenau[6] (50 % 1383, 50 % 1505 von den Haller)
  - 1382–1502 Burg Eschenau, Von-Muffel-Platz 1, 2 (zerstört)
  - 1512–1751 Muffelschloss ▲, Von-Muffel-Platz 1 (stark verändert – nur Fragmente vorhanden)
  - 1512–1751 Mahlsches Schloss ▲, Von-Muffel-Platz 2 (stark verändert – nur Fragmente vorhanden)
  - 1639–1737 Gronesches Schlösschen, Schlosshof 10 (stark verändert)
- 1387–1751 Eckenhaid[7]
  - 1387–1784 Schloss Eckenhaid ▲, Am Eckenhaider Schloss 1
  - 1716–1784 Marquardsburg ▲, Marquardsburg 1, 2 (stark verändert)
- 1400/64–1573/79 das Rittergut Ermreuth ▲
- 1426–1430 Gibitzenhof
- 1622/29–???? den Herrensitz ▲ Letten bei Lauf an der Pegnitz
- 1622–1680 Schloss Göppmannsbühl[8] ▲
- 1649–1701 die Grundherrschaft Ahorn[9] – Ermreuther Linie
- ????–???? Rittergut Weidhausen bei Coburg[10] – Ermreuther Linie
- ????–1442 Burg Breitenthal bei Weigendorf

## Bilder ehemaliger Besitzungen

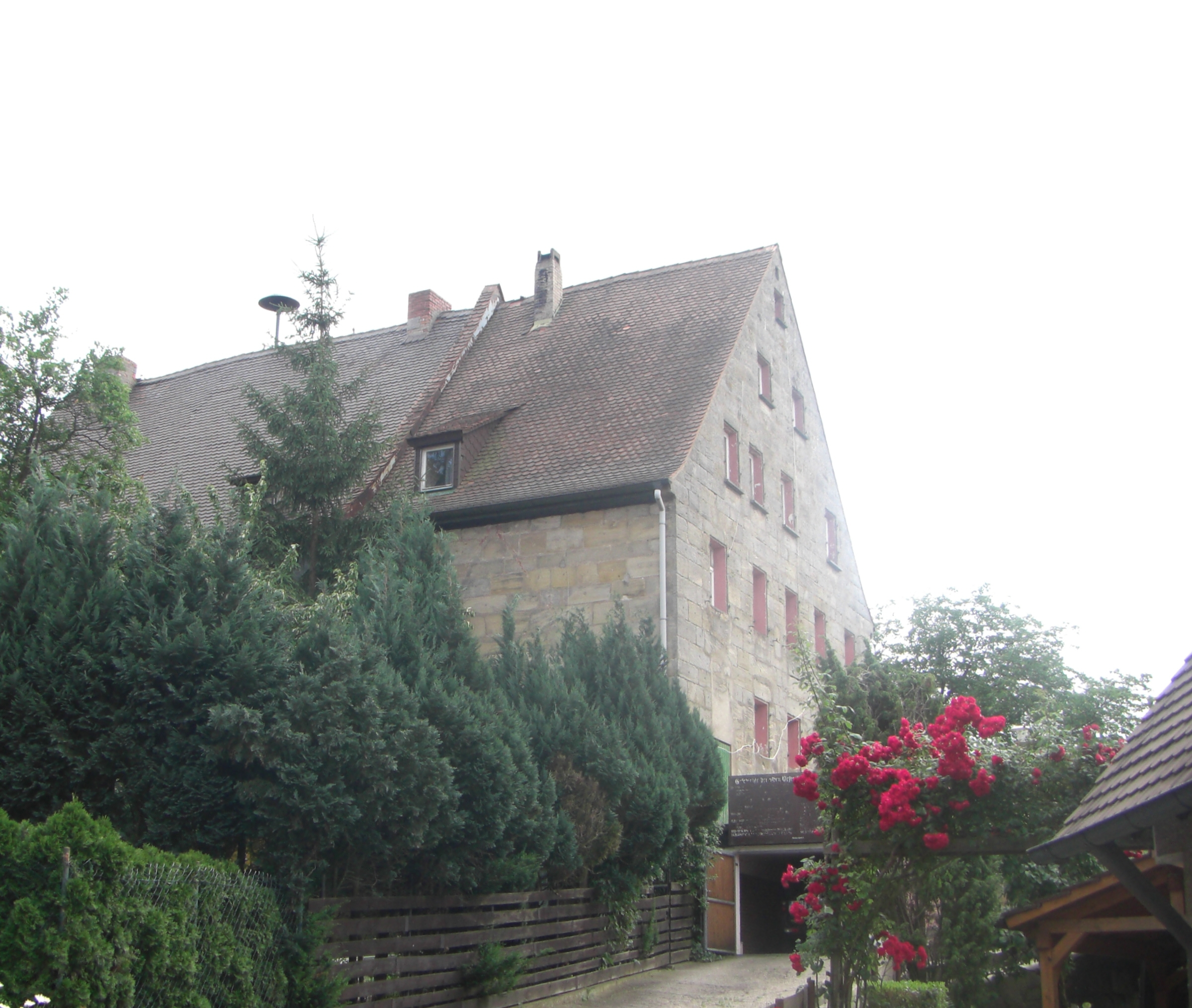
Muffelschloss Eschenau
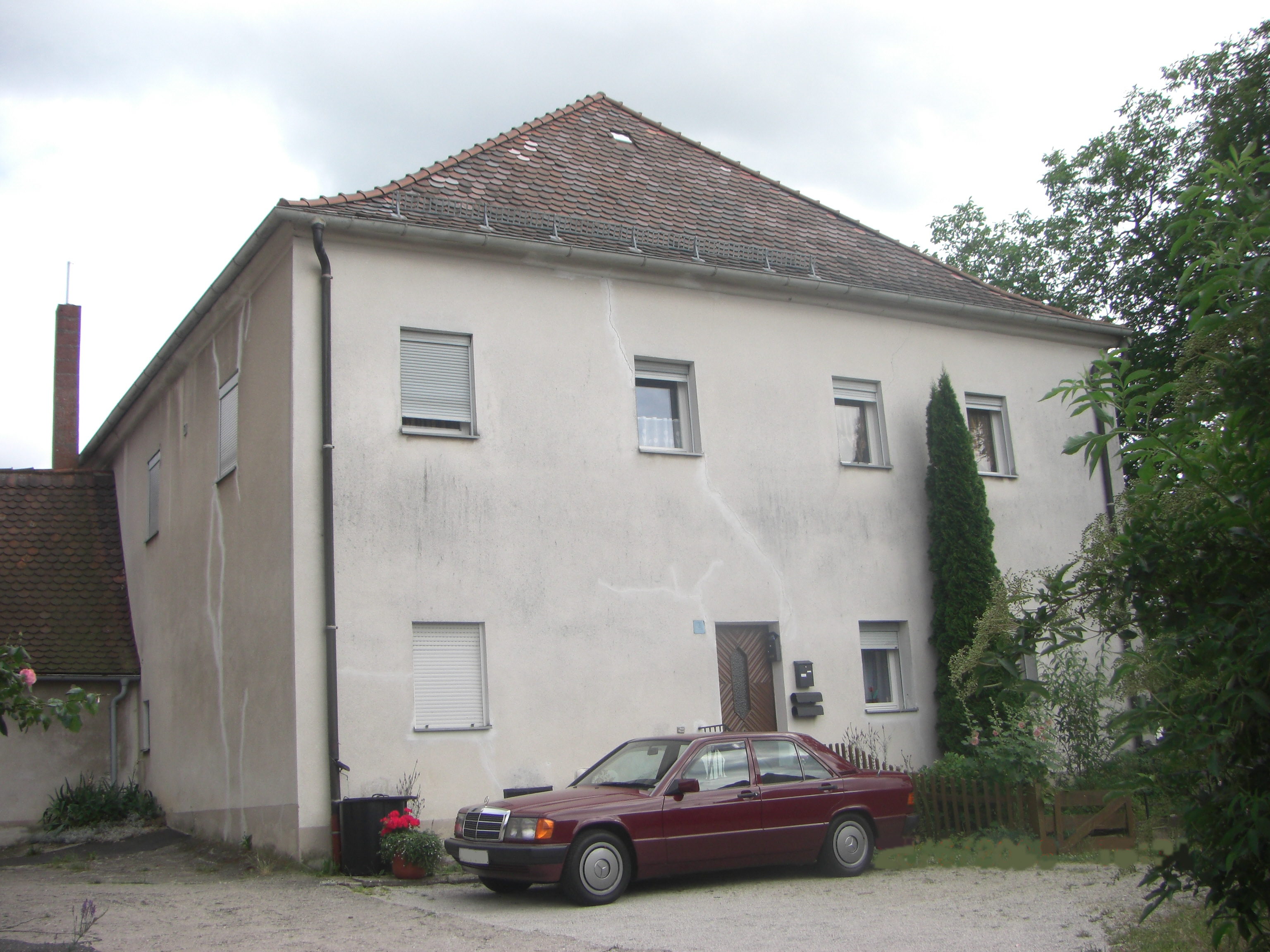
Mahlsches Schloss Eschenau
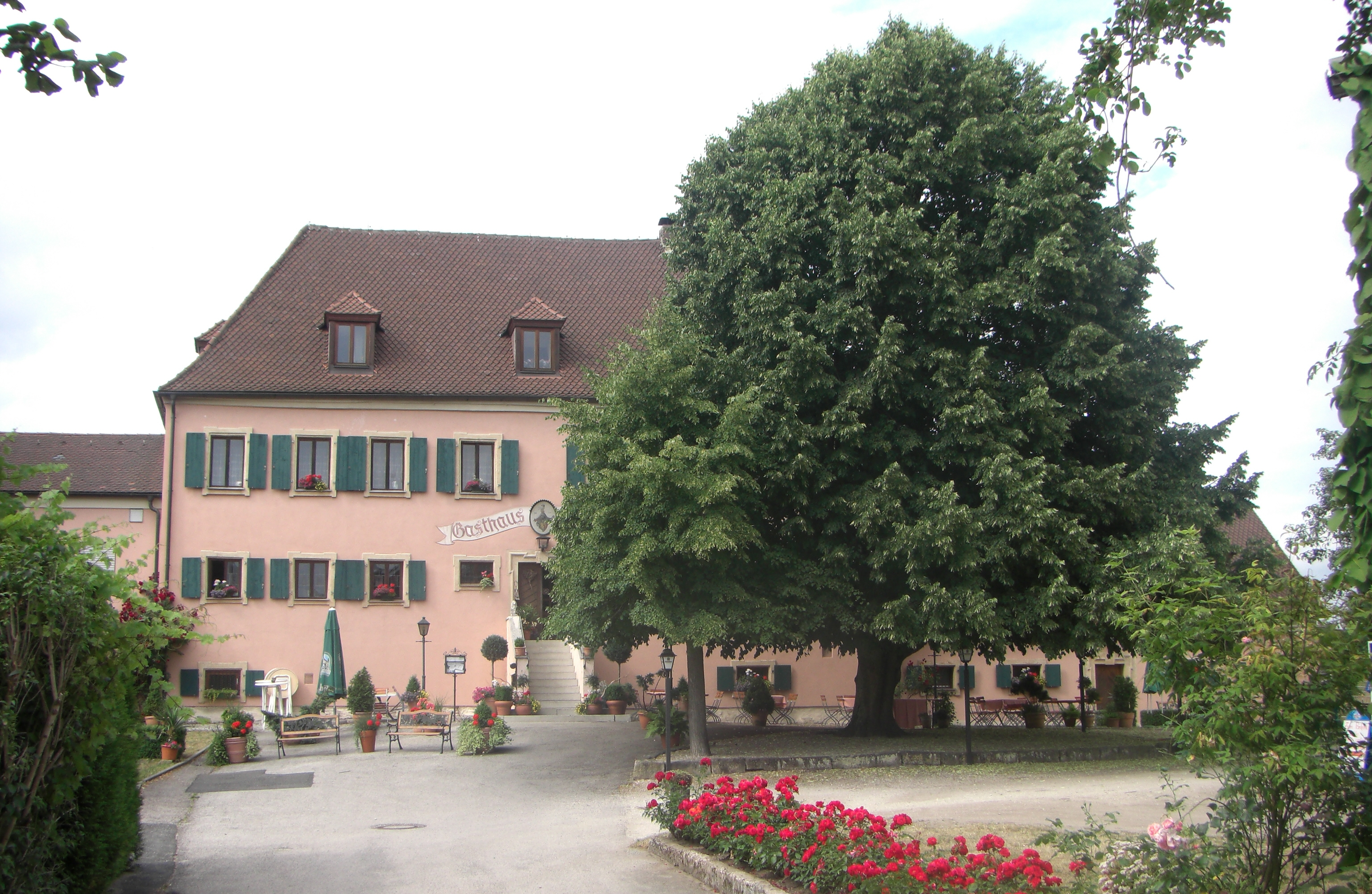
Schloss Eckenhaid
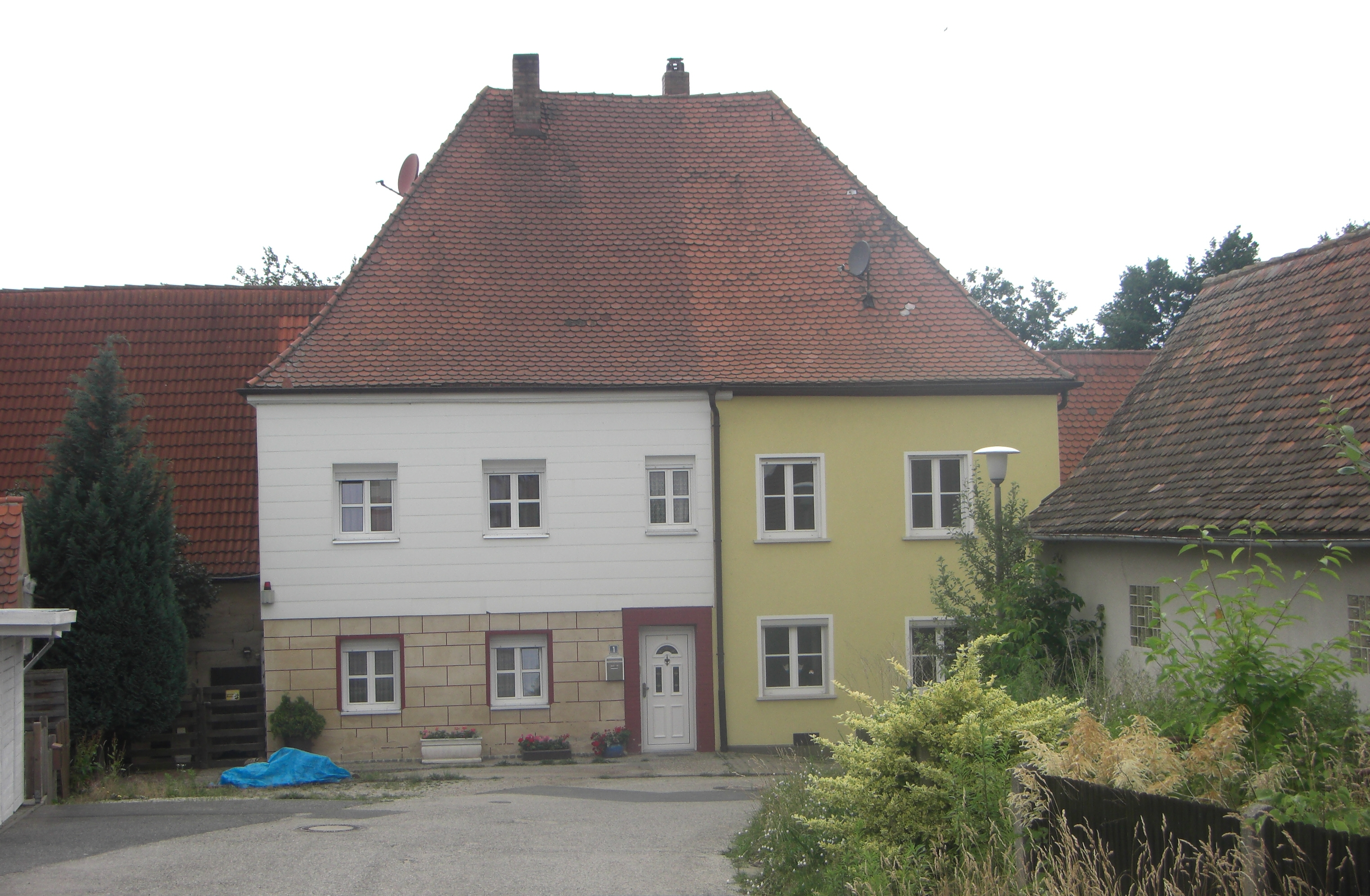
Marquardsburg Eckental
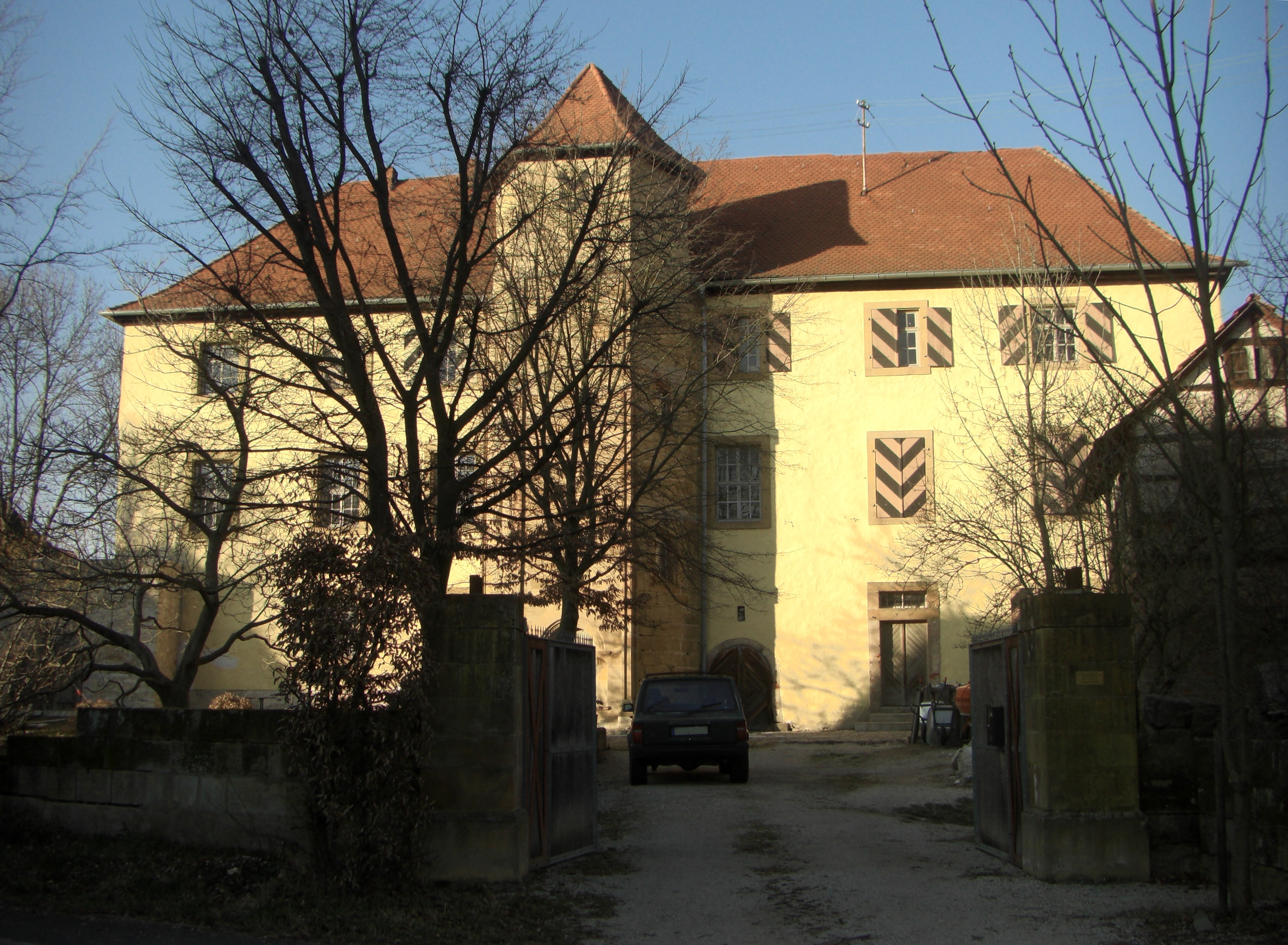
Schloss Ermreuth
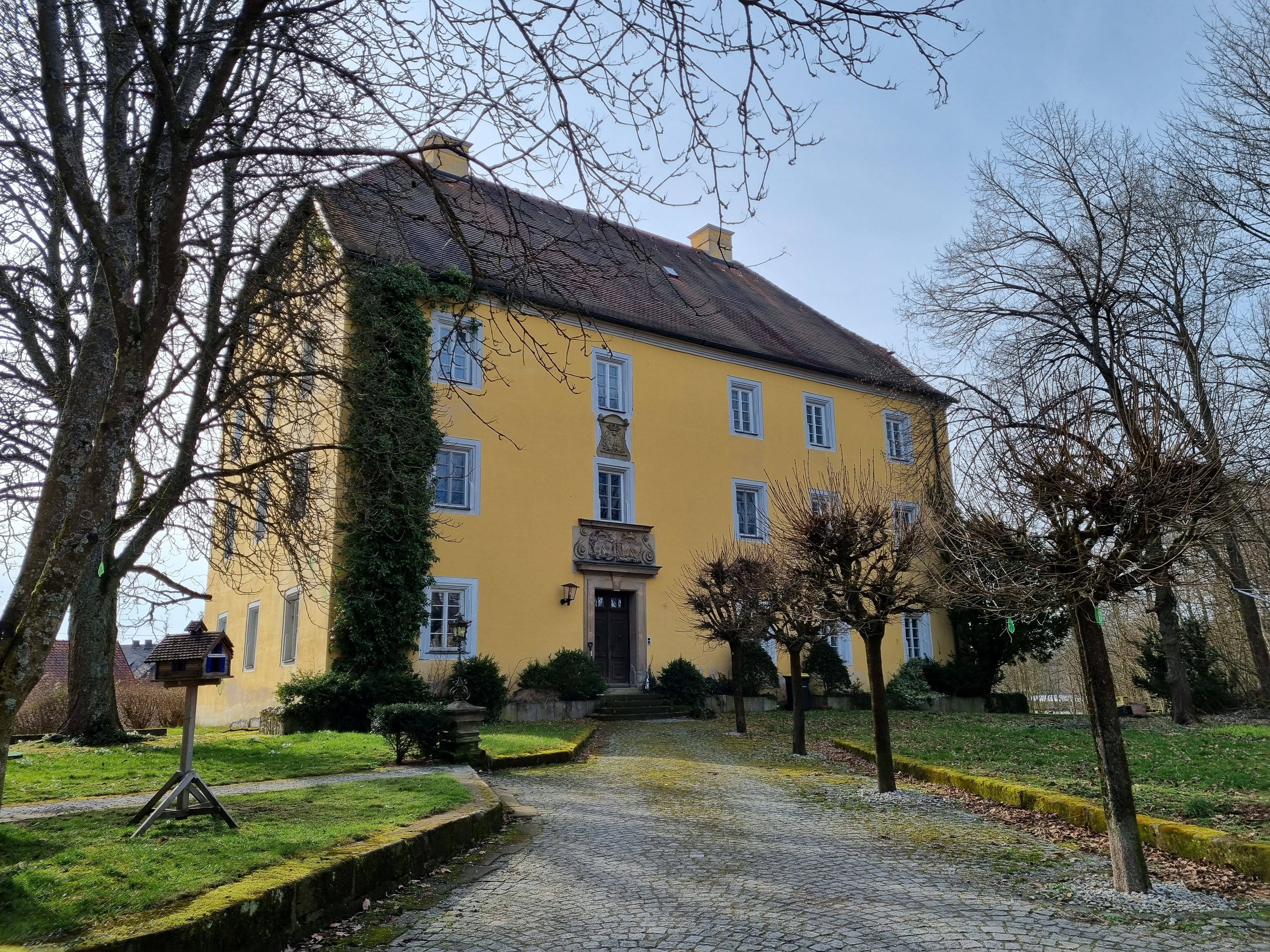
Schloss Göppmannsbühl

## Stiftungen (Auszug)
- Wandtabernakel in St. Sebald (vor 1374) durch Nikolaus I. (gest. 1392)
- Der südliche Seitenaltar der Peterskapelle, (St. Peter, Kapellenstraße 2) gestiftet von Nikolaus III. Muffel und seiner Ehefrau Margarete von Laufenholz.
- Sogenanntes Muffel-Fenster in der Sebaldskirche (westlichstes Fenster der Nordwand des nördlichen Seitenschiffs, mit vereinzelten Wappenscheiben aus dem 16. und 17. Jh.)[11]
- Stiftung von drei Seelhäusern

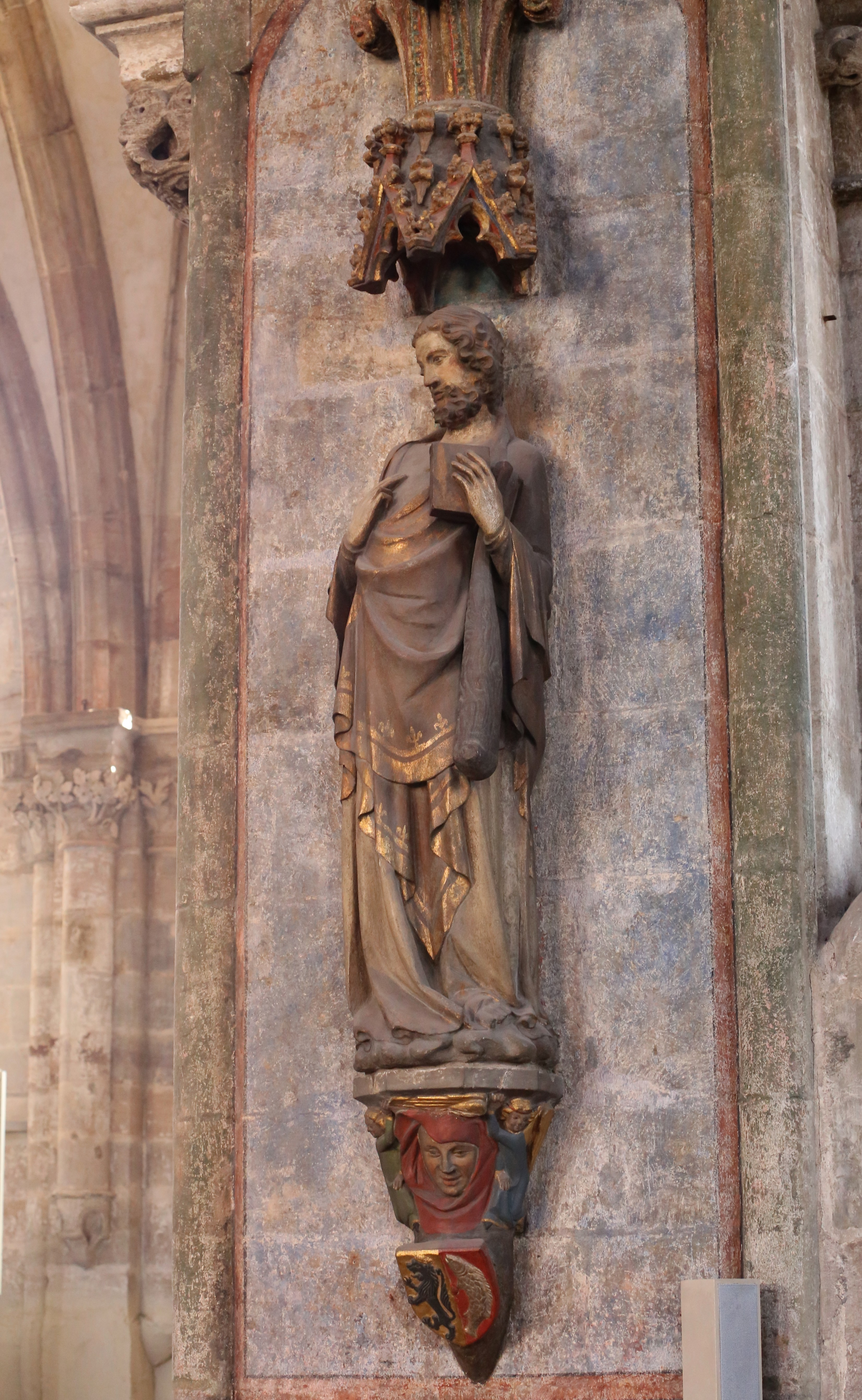
Gotische Evangelistenfigur, Sebalduskirche
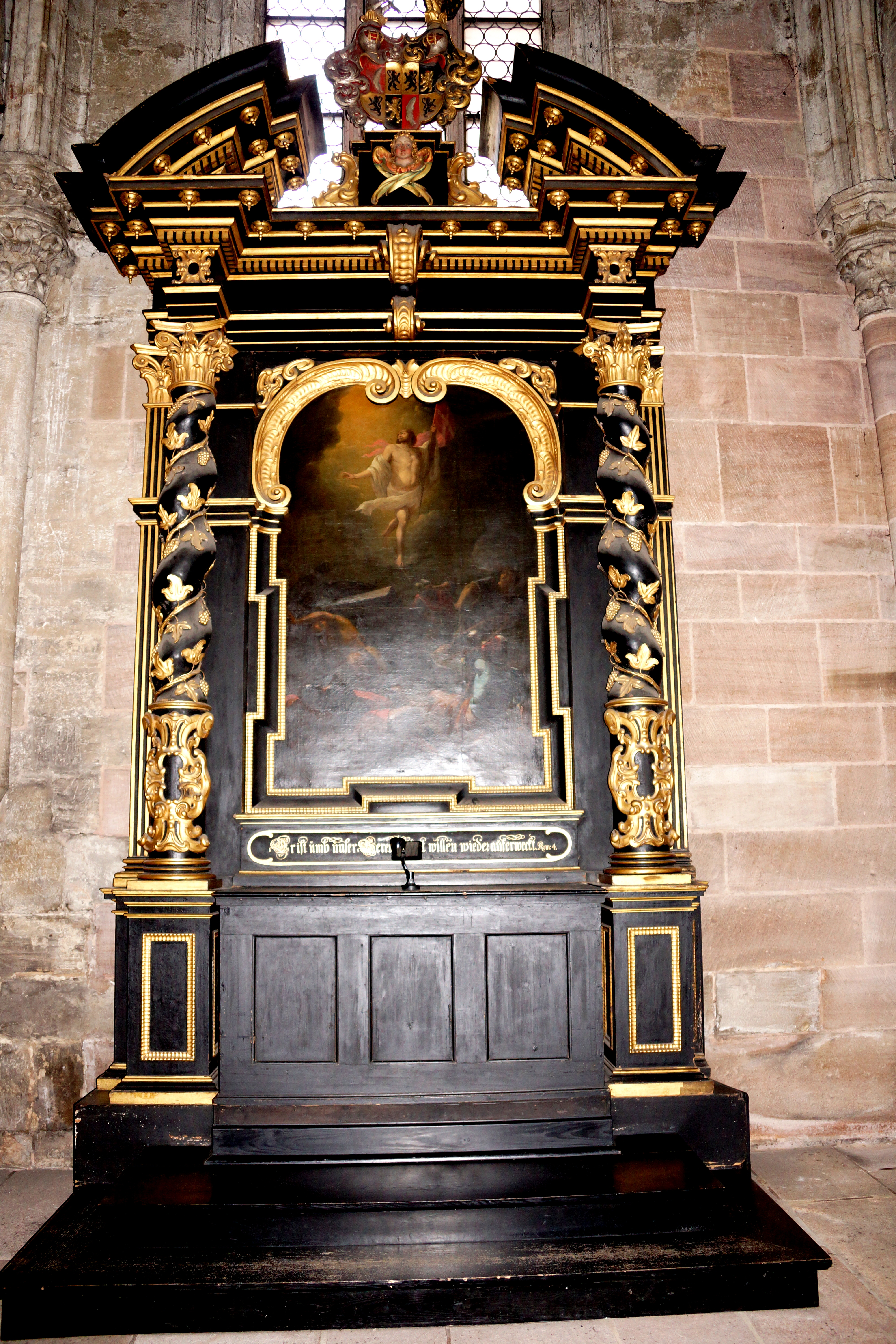
Barocker Seitenaltar, Sebalduskirche

## Bekannte Familienmitglieder

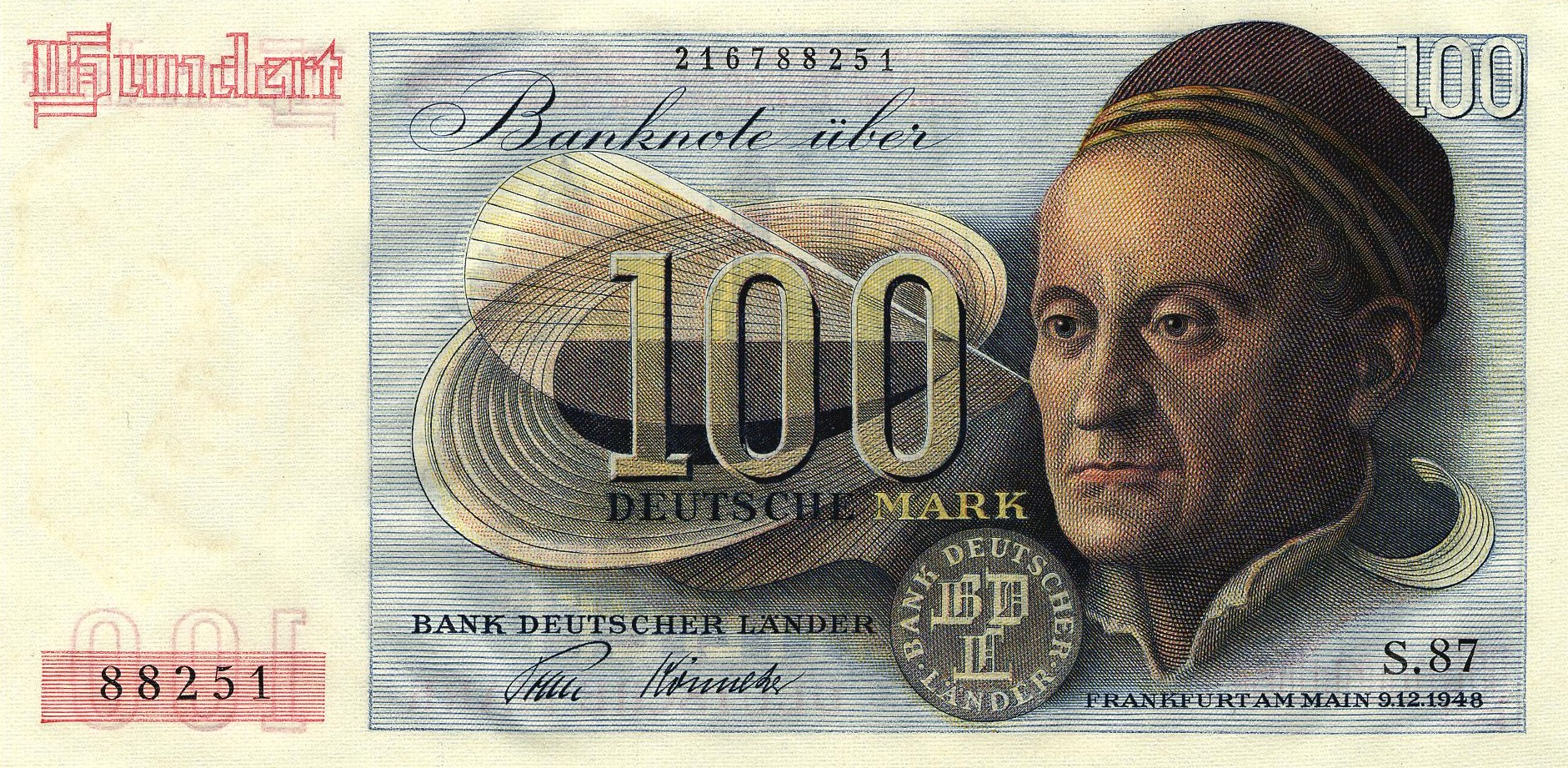
Der Ratsherr Jakob Muffel auf dem 100-DM-Schein der Zweiten Serie Bank deutscher Länder (1948) nach dem Gemälde von Albrecht Dürer

- Nikolaus III. Muffel (1410–1469), Ratsherr, Vorderster Losunger, bis zu seinem Sturz der mächtigste Mann Nürnbergs, 1469 hingerichtet
- Nikolaus IV. Muffel (????–1497), Begründer der Ermreuther Linie
- Jakob Muffel (1471–1526), Ratsherr und Bürgermeister in Nürnberg, von Dürer porträtiert
- Hans Christoph Muffel († 1648), Kriegsrat, Hofmarschall, Obrist und Kommandant der Plassenburg

## Wappen

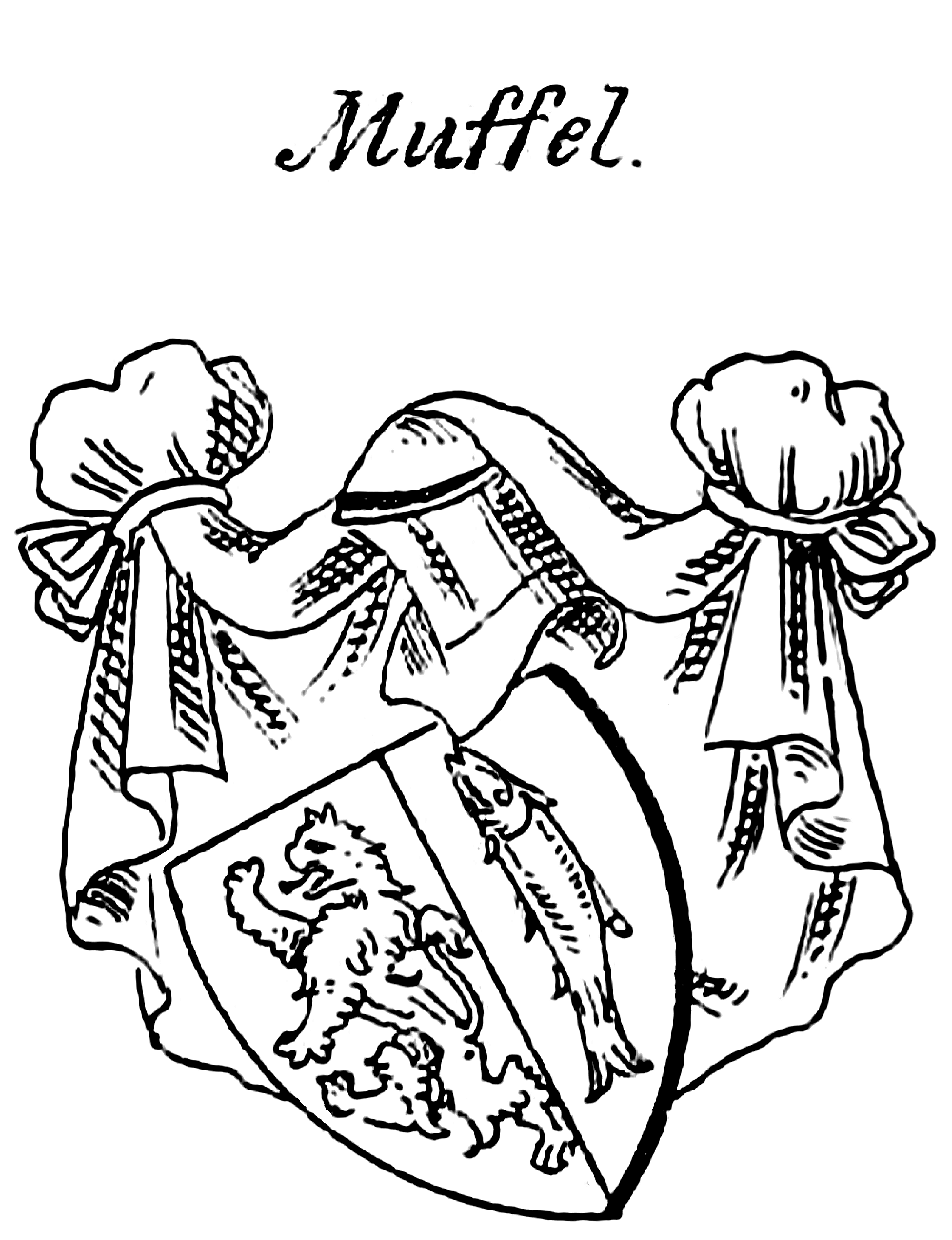
Wappen der bürgerlichen Muffel in Siebmachers Wappenbüchern
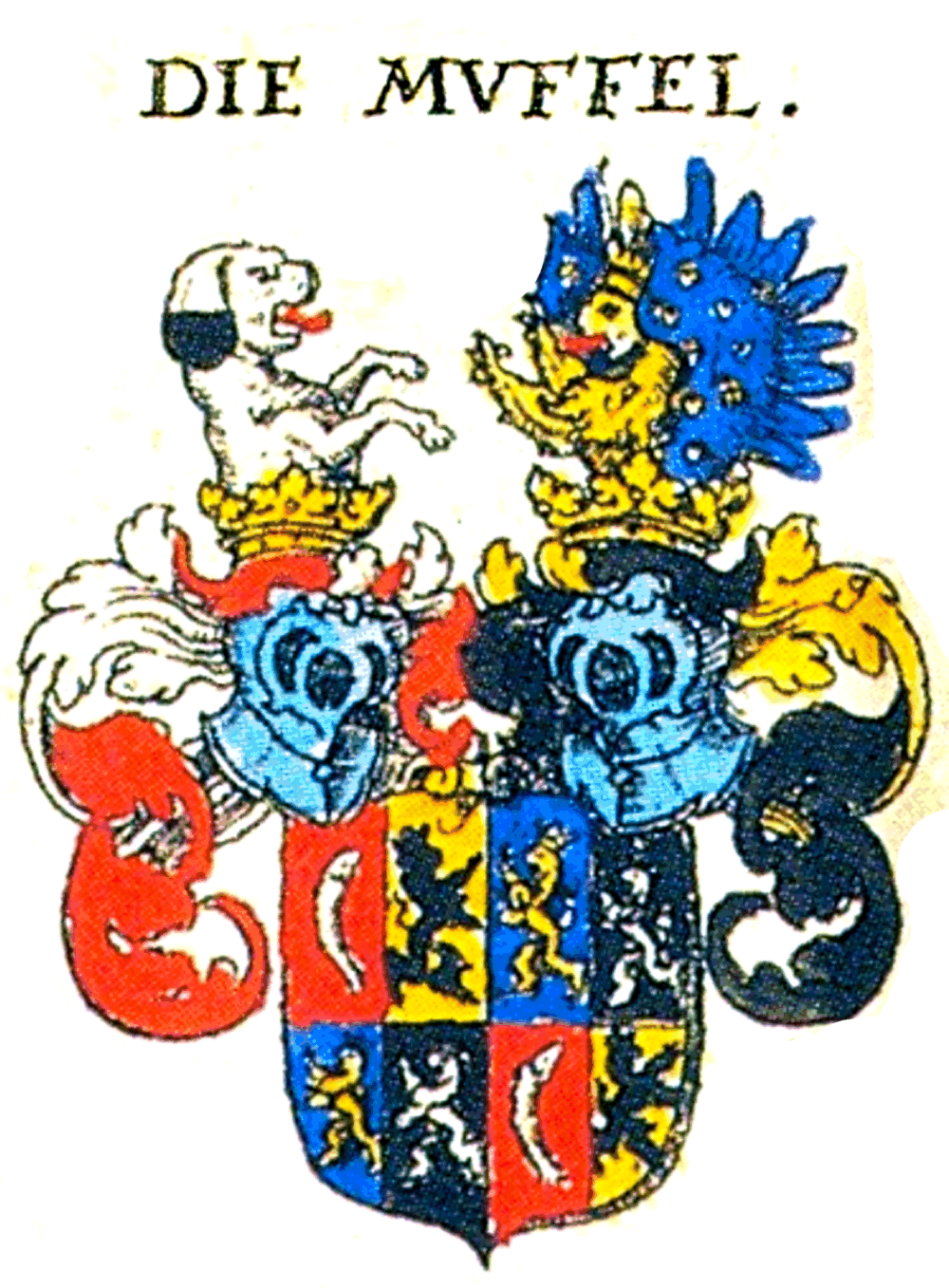
Wappen der Muffel in Johann Siebmachers Wappenbuch von 1605
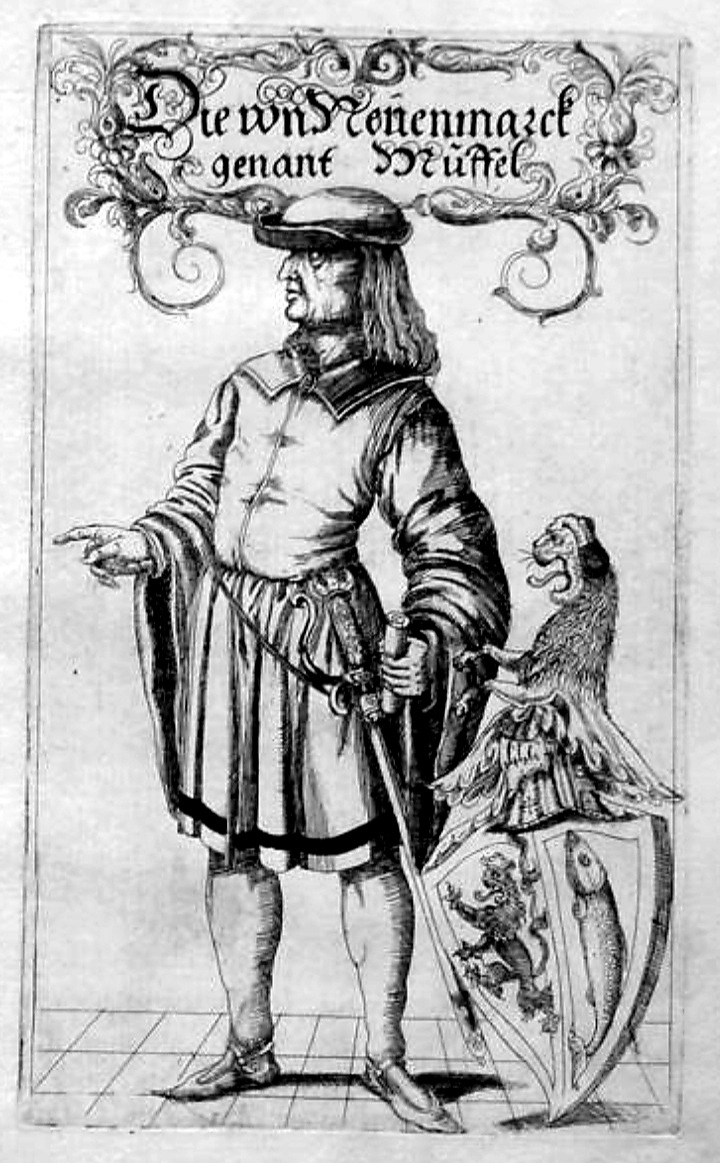
Wappen Die von Neuenmarck genannt Muffel, aus: Geschlecht Buch deß Hl. Reichs Stat Nürnberg, 1610
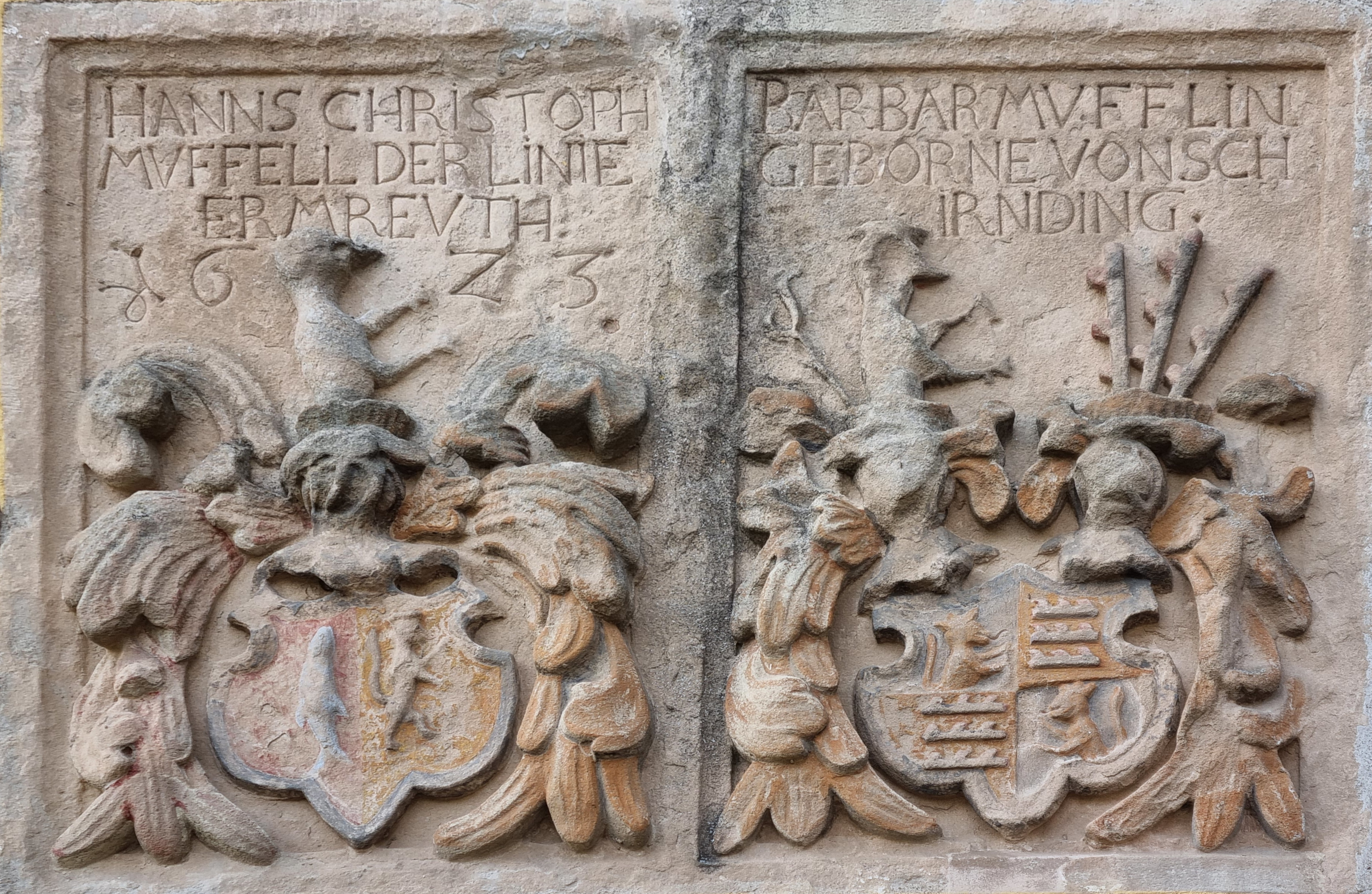
Wappen der Linie Muffel von Ermreuth am Schloss Göppmannsbühl, 1623  (heraldisch gespiegelt)

Stammwappen: Von Gold und Rot gespalten, rechts ein schwarzer, rot bewehrter Löwe mit roter Krone, links ein silberner Fisch.